# روابط روسیه و هند

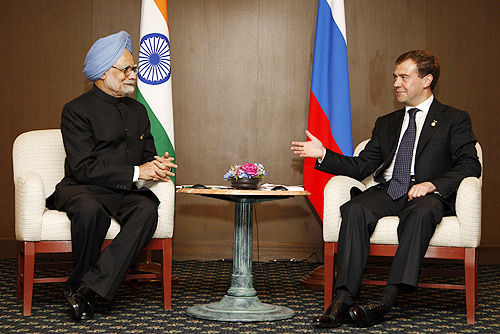
نسخت‌وزیر هند مانموهان سینگ و رئیس‌جمهور روسیه دیمیتری مدودف در اجلاس سران گروه هشت در سال ۲۰۰۸ در هوکایدو.

روابط هند و روس به روابط میان هندوستان و روسیه قبل و بعد از فروپاشی شوروی گفته می‌شود.

## روابط کنونی
معاون نخست وزیر روسیه وˈاس.ام. کریشناˈ وزیر خارجه هند هجدهمین نشست این کمیسیون را در ۱۵ اکتبر (۲۴ مهرماه) برگزار کردند.
ارزش مبادلات تجاری بین هند و روسیه در طول سال ۱۳۹۰ به ۸٫۸ میلیارد دلار افزایش یافت و این دو کشور در نظر دارند که این رقم را تا سال ۲۰۱۵ به ۲۰ میلیارد دلار افزایش دهند.
طرفین در باره مسائل مربوط به اجرای قانون مسئولیت هسته‌ای در رابطه با واحدهای سوم و چهارم نیروگاه برق هسته‌ای کودانکولام در ایالت تامیل نادو در جنوب هند گفتگو نموده‌اند.
روسیه معتقد است که قانون مسئولیت هسته‌ای هند نباید شامل حال واحدهای سوم و چهارم نیروگاه برق هسته‌ای کودانکولام شود، چون قرارداد احداث این دو واحد قبل از وضع این قانون در سال ۲۰۱۰ منعقد شده‌است.
به دنبال ماجرای اوکراین، اتحادیه اروپا، گروه هفت و استرالیا محدودیت ۶۰ دلاری برای صدور نفت روسیه اعمال کردند که شرکت‌های غربی کشتیرانی و بیمه را از حمل و نقل محموله‌های نفت خام روسیه که بالاتر از قیمت تعیین شده فروخته می‌شوند منع می‌کند. در چنین شرایطی هند پیشنهاد ساخت نفتکش و تأسیس شرکت‌های بیمه انرژی مشترک بین دو کشور را مطرح کرده است. 

## مطالعه بیشتر
- Challenges and Opportunities: Russia and the Rise of China and India by Dmitri Trenin, Strategic Asia 2011-12: Asia Responds to Its Rising Powers - China and India (September 2011)